# Лестница в небо (фильм, 1966)
«Лестница в небо» — советский фильм 1966 года снятый на Литовской киностудии режиссёром Раймондасом Вабаласом по одноимённому роману Миколаса Слуцкиса.

## Сюжет
1948 год. Литовский хутор. Война официально закончилась несколько лет назад, но не здесь — в этих местах орудуют «лесные братья» — и хотя война идёт глухо, но она касается каждого. И каждому необходимо определиться со своей позицией, иначе же человек погибнет сам или по его вине погибнут другие. 
Старый хуторянин Индрюнас прячет своего сына Юргиса с одной стороны от «лесных братьев», с другой — от пришедших к власти коммунистов. Молодой человек не выдерживает нервного напряжения и кончает жизнь самоубийством.

## В ролях
- Гражина Баландите — Рамуне, младшая дочь Индрюнасов
- Вацловас Бледис — Пятрас Индрюнас, житель хутора Жерблюне
- Ирена Гарасимявичюте — Анеле, жена Пятраса, мать Рамуне
- Алексас Ионикас — Яунис Валис
- Эугения Плешките — Ингрида, старшая дочь Индрюнасов
- Мамаертас Карклялис — Алексаc Алексинас, председатель волости
- Генрикас Кураускас — Паулюс Шаткаускас, муж Ингриды
- Лаймонас Норейка — Алексинас-старший, зам. редактора
- Казимирас Виткус — человек в форме, офицер «лесных братьев»
- Балис Бараускас — Меркис, боец истребительного батальона
- Альбинас Будникас — следователь госбезопасности
- Роландас Буткявичюс — старшина истребительного батальона

## Критика
После фильма «Никто не хотел умирать» нелегко было сказать свежее слово о том же историческом отрезке времени, о тех же проблемах. Масштабность, широкий эпический размах фильма В. Жалакявичюса обобщили события прошлого, резко разграничили противоборствующие силы. Авторы картины «Лестница в небо» пошли по иному пути: они как бы приблизились к человеку, углубились в его психологию.— Кино советской Литвы / Марианна Мальцене. — М.: Искусство, 1980—248 с. — стр.112

## Фестивали и награды
- Государственная премия Литовской ССР (1968) — режиссёру фильма Р. Вабаласу и актёру В. Бледису.
- Премия III-го Всесоюзного кинофестиваля — художникам фильма И.Чиплюс, А.Ничюс, Ю.Чейчите.
- Первый приз Фестиваля кинофильмов прибалтийских республик, Белоруссии и Молдавии.